# Малуріле
Малуріле (рум. Malurile) — село у повіті Димбовіца в Румунії. Адміністративно підпорядковане місту Пучоаса.
Село розташоване на відстані 84 км на північний захід від Бухареста, 15 км на північ від Тирговіште, 67 км на південь від Брашова.

## Населення
За даними перепису населення 2002 року у селі проживали 157 осіб, усі — румуни. Усі жителі села рідною мовою назвали румунську.